# سعد إبراهيم
سعد إبراهيم بن سعد بن شليل (1937-2007) المعروف بـ (فتى الجزيرة)، مطرب وملحن سعودي راحل، من منطقة نجد. قدم خلال مسيرته الفنية التي امتدت لنحو نصف قرن الكثير من الأعمال، كان نصيب التلفزيون السعودي منها أكثر من 60 عملًا. كما شارك في الكثير من الحفلات الداخلية والخارجية، وشارك في حفلات الإذاعة بجدة وقدم مجموعة من الأوبريتات الوطنية. وهو أول من غنى قصائد للأمير خالد الفيصل والأمير بدر بن عبد المحسن.

## حياته
ترك الفنان سعد إبراهيم صفوف الدراسة في وقت مبكر، ولم يتم المرحلة الابتدائية. عمل في أول وظيفة له في عام 1953 بوزارة المالية. ومنها إلى أمانة الرياض في عام 1954، ثم عمل في الأمانة العامة لمجلس الوزراء في عام 1960. بدأ نشاطه الفني في عام 1958، وما سبقه كان ممارسة لهوايته في الموسيقى في أوساط الأصدقاء. واتجه إلى مسارح الإذاعة والتلفزيون.

## أشهر الأعمال
- أرسل سلامي التي قدمها في عام 1386هـ[3] كانت إحدى العلامات الفارقة في مسيرته الفنية، الأغنية قدمها لاحقا بنفس اللحن الفنان محمد عبده.[4]
- فوق الرمال الحمر
- يا غايتي يا مرادي
- على فرقاك
- يوم الربوع وعد الحبايب
- يا أسمر يا مليح

## وفاته
توفي يوم الأربعاء 22 ذي القعدة 1427هـ - 13 ديسمبر 2006م، بعد حياة طويلة قضى جلها في خدمة الفن السعودي.